# کلادریبین
کلادریبین (انگلیسی: Cladribine) دارویی است که برای درمان «لوسمی سلول مویی» (HCL)، «لوسمی مزمن لنفاوی لنفوسیت بی» و «ام‌اس عودکننده-بهبودیابنده» به‌کار می‌رود. نام شیمیایی این دارو، ۲-کلرو-۲'-داُکسی‌آدنوزین (2CdA) است.
کلادریبین یک آنالوگ ساختاری پورین و یک داروی صناعی شیمی‌درمانی است که به‌طور ؟؟؟ دستگاه ایمنی بدن را تضعیف می‌کند. به‌لحاظ شیمیایی، کلادریبین مقلدِ نوکلئوزید آدنوزین است، اما بر خلاف آن در برابر تجزیه توسط آنزیم آدنوزین دآمیناز مقاومت می‌کند و در نتیجه در درون سلول باقی مانده و در ساخت دی‌ان‌ای تداخل ایجاد می‌کند. کلادریبین بیشتر در درون لنفوسیتها و طی فرایند تحریک‌سازی توسط آنزیم دِاُکسی‌آدنوزین کیناز (dCK) فعال می‌شود. این فرم سه‌فسفره و فعال‌شدهٔ کلادریبین خود را به درون ساختار دی‌ان‌ای هسته و میتوکندری جاسازی نموده و موجب آپوپتوز (مرگ برنامه‌ریزی‌شدهٔ سلول) می‌گردد. کلادریبین غیرفعال در سلول‌های دیگر، به‌سرعت دفع و حذف می‌شوند. این بدان معناست که کلادریبین فقط بر روی سلول‌های هدف اثر دارد و روی سایر سلول‌های بدن تأثیر چندانی نمی‌گذارد.

## موارد مصرف
کلادریبین به‌عنوان خط اول و دوم دارویی، جهت درمان «لوسمی سلول مویی» (HCL) و «لوسمی مزمن لنفاوی لنفوسیت بی» و به صورت تزریق آهستهٔ وریدی تجویز می‌شود.
کلادریبین از سال ۲۰۱۷ میلادی به صورت قرص‌های ۱۰ میلی‌گرمی خوراکی جهت درمان «ام‌اس عودکننده-بهبودیابنده» در اروپا، امارات متحدهٔ عربی، آرژانتین، شیلی، کانادا و استرالیا تجویز می‌شود. مجوز پخش دارو در ایالات متحده آمریکا برای درمان «ام‌اس عودکننده-بهبودیابنده» و «ام‌اس پیش‌روندهٔ ثانویه» در مارس ۲۰۱۹ اعطا شد. این دارو در درمان «ام‌اس عودکننده-بهبودیابنده» بسیار مؤثر است و میزان سالیانهٔ عودها را به‌میزان ۵۴٫۵٪ کاهش می‌دهد. این اثربخشی تا ۴ سال پس از درمان اولیه پابرجاست، حتی اگر درمان‌های بیشتری توسط این دارو انجام نشود.
برخی پژوهش‌گران فرم تزریقی دارو را به صورت خوراکی به مبتلایان «لوسمی سلول مویی» داده‌اند. باید توجه داشت که تنها کلادریبین از فرم خوراکی از راه دهانی جذب می‌شود. این دارو در ترکیب با سایر عوامل دارویی کشندهٔ سلول، برای درمان انواع متفاوتی از هیستوسیتوز نظیر بیماری اردهایم-چستر و هیستوسیتوز سلول لانگرهانس به کار می‌رود.
تجویز کلادریبین در دوران بارداری عواقب مرگ‌باری دارد و در ردهٔ داروهای D بارداری قرار می‌گیرد که بی‌خطری آن در کودکان بررسی و تأیید نشده‌است.

## عوارض جانبی
فرم تزریقی کلادریبین مانع از ساخته‌شدن لنفوسیت، سلول کشنده طبیعی و نوتروفیل می‌گردد (که به آن نارسایی مغز استخوان می‌گویند). اطلاعات به‌دست آمده از درمان «لوسمی سلول مویی» نشان داده که در ۷۰٪ بیماران نوتروپنی وجود دارد و ۳۰٪ آنها مبتلا به عفونت می‌شوند که برخی از آنها به‌سوی شوک عفونی پیشرفت می‌کنند. ۴۰٪ از بیماران نیز دچار کاهش گلبول‌های قرمز شده و کم‌خونی شدید می‌شوند و سرانجام در ۱۰٪ آنها، کاهش شدید پلاکت دیده می‌شود.
در دوزهای مصرفی برای درمان «لوسمی سلول مویی»، ۱۶٪ افراد دچار راش‌های پوستی و ۲۲٪ دچار تهوع می‌گردند که این تهوع، به استفراغ نمی‌انجامد.
در مقایسه و در بیماری ام‌اس، کلادریبین در ۶٪ افراد لنفوپنی (سطح لنفوسیت‌ها کمتر از ۵۰٪ حد طبیعی آن)، ایجاد نمود. سایر عوارض شایع شامل سردرد (۷۵٪)، گلودرد (۵۶٪)، علائم شبه سرماخوردگی (۴۲٪) و تهوع (۳۹٪) است.